# 田島経政
田島 経政（たじま つねまさ、生没年不詳）は、鎌倉時代末期から南北朝時代の南朝方の武将。
岩松氏の一族で岩松経国の曾孫、田島泰治の子、子に田島経栄ら。岩松頼有と同一人物とも考えられている。
父・泰治が女景原の戦いで討死したため家督を継ぐ。元弘3年（1333年）5月18日、新田義貞率いる鎌倉攻めの武将として従軍した新田遠江又五郎経政が田島経政だと言われている。建武5年（1338年）2月、伊予国守護となる。